# Halvvägs till framtiden
Halvvägs till framtiden är ett album från 1992 av Niklas Strömstedt. Det placerade sig som högst på 5:e plats på den svenska albumlistan.

## Låtlista
1. "Halvvägs till framtiden" – 4:06
2. "I hennes rum" – 4:42
3. "Vem tänker du på" – 4:06
4. "Trolla med mej" – 3:59
5. "Enkel matematik" – 4:31
6. "Blåa ögons hav" – 3:21
7. "Livrädd" – 3:37
8. "Bilderna av dej" – 4:38
9. "När vindarna vill" – 4:05
10. "Oslagbara!" – 3:47
11. "Näst sist"[a] – 4:21
12. "Där finns inga ord" – 5:04

1. ↑  "I morgon är en annan dag"

## Medverkande
- Niklas Strömstedt – sång, klaviatur, sångtexter, musik
- Per Lindvall – trummor
- Lars Danielsson – bas
- Henrik Janson – gitarr
- Mats Persson – slagverk med mera

## Listplaceringar
| Lista (1992) | Position |
| ------------ | -------- |
| Sverige      | 5        |